# David Larsson
För politikern med samma namn, se David Larsson i Sätila.
David Gunnar Larsson, född 20 februari 1898 i Myckleby på Orust, död 10 januari 1976 i Göteborg, var en svensk målare och tecknare.
David Larsson räknas till göteborgskoloristerna.

## Biografi
Larsson gick 1906–1913 på Gustafsbergsskolan i Uddevalla och var 1913–1916 lärling vid Bonniers Litografiska Anstalt i Göteborg, varefter han 1916–1920 fortsatte på Valands målarskola med Birger Simonsson och Carl Ryd som lärare. År 1919 hade han en separatutställning i Göteborg.
År 1922 mönstrade han på M/S Formosa destinerad till Kina, Japan och Vladivostok. År 1926 vistades han i Paris och Sydfrankrike med Ragnar Sandberg. Under åren 1926–1936 var han bosatt i Sala, Skara och Lidköping samt om somrarna på Orust. Hela 1937 bodde Larsson i Paris, medan han 1938–1939 vistades i Danmark och på Åland. Tillsammans med Tore Ahnoff vistades han i Rom 1948. Under 1950- och 1960-talen var han bosatt i Göteborg och tillbringade somrarna på Orust.
David Larsson är representerad på Göteborgs konstmuseum och på Gävle museum. Han är begravd på Myckleby kyrkogård.

## Familj
Föräldrar var sjökapten Johan Olof Larsson och Tekla Henrika, dotter till skeppsbyggmästare Abraham Isaksson och Napolia Fredrika, född Tegnér.